# ランティス組曲 2014
『ランティス組曲 2014』（ランティスくみきょく 2014）は、Lantis Artists 2014のシングル。2014年8月27日にランティスから発売された。

## 概要
2008年発売のランティス名曲メドレー作品「ランティス組曲 feat.Nico Nico Artists」を、ランティス創立15周年を記念してリバイバルした作品。ランティス主要所属歌手18組22名により、アニソンクリエイター集団・Arte Refact編曲による創立時から2014年までの歴代名曲メドレーをカバーしている。
ボーナストラックとして、2009年発売の「Lantis 10th anniversary Best」2タイトル同時購入特典として制作された、「feat.Nico Nico Artists」をランティス所属歌手によりカバーした「ランティス組曲 feat.Lantis Artists」が収録される。

## 参加アーティスト
- AiRI
- 大橋彩香
- KISHOW（GRANRODEO）
- きみコ（nano.RIPE）
- 栗林みな実
- 佐咲紗花
- ZAQ
- JAM Project[メンバー 1]
- 田所あずさ
- 茅原実里
- ChouCho
- TRUE
- towana（fhána）
- 橋本みゆき
- bamboo(milktub)
- ヒャダイン
- 飛蘭
- 勇-YOU-（SCREEN mode）

## 楽曲構成
| 曲順 | 楽曲名                                         | オリジナルアーティスト                                                              | 作詞                           | 作曲                           | 出典                                              |
| 1    | 天使のしっぽ                                   | P.E.T.S.                                                                            | 六月十三                       | 宮島律子                       | アニメ『おとぎストーリー 天使のしっぽ』OP         |
| 2    | 境界の彼方                                     | 茅原実里                                                                            | 畑亜貴                         | 菊田大介                       | アニメ『境界の彼方』OP                            |
| 3    | TERMINATED                                     | 茅原実里                                                                            | 畑亜貴                         | 菊田大介                       | アニメ『境界線上のホライゾン』OP                  |
| 4    | STRAIGHT JET                                   | 栗林みな実                                                                          | 栗林みな実                     | 菊田大介                       | アニメ『IS 〈インフィニット・ストラトス〉』OP     |
| 5    | Glossy:MMM                                     | 橋本みゆき                                                                          | 畑亜貴                         | 虹音                           | アニメ『咲 -Saki-』前期OP                         |
| 6    | Super Driver                                   | 平野綾                                                                              | 畑亜貴                         | 神前暁                         | アニメ『涼宮ハルヒの憂鬱』第2期OP                 |
| 7    | 僕らは今のなかで                               | μ's                                                                                 | 畑亜貴                         | 森慎太郎                       | アニメ『ラブライブ!』第1期OP                      |
| 8    | きっと青春が聞こえる                           | μ's                                                                                 | 畑亜貴                         | 高田暁                         | アニメ『ラブライブ!』第1期ED                      |
| 9    | SPLASH FREE                                    | STYLE FIVE                                                                          | こだまさおり                   | 渡辺泰司                       | アニメ『Free!』ED                                 |
| 10   | Rage on                                        | OLDCODEX                                                                            | YORKE.                         | Ta_2                           | アニメ『Free!』OP                                 |
| 11   | 空想メソロギヰ                                 | 妖精帝國                                                                            | YUI                            | 橘尭葉                         | アニメ『未来日記』前期ED                          |
| 12   | mind as Judgment                               | 飛蘭                                                                                | 畑亜貴                         | 上松範康                       | アニメ『CANAAN』OP                                |
| 13   | リフレクティア                                 | eufonius                                                                            | riya                           | 菊地創                         | アニメ『true tears』OP                            |
| 14   | 侵略ノススメ☆                                  | ULTRA-PRISM with イカ娘（金元寿子）                                                 | 月宮うさぎ                     | 小池雅也                       | アニメ『侵略!イカ娘』OP                           |
| 15   | ヒャダインのカカカタ☆カタオモイ-C              | ヒャダイン                                                                          | 前山田健一                     | 前山田健一                     | アニメ『日常』前期OP                              |
| 16   | ヒャダインのじょーじょーゆーじょー             | ヒャダイン                                                                          | 前山田健一                     | 前山田健一                     | アニメ『日常』後期OP                              |
| 17   | Sparkling Daydream                             | ZAQ                                                                                 | ZAQ                            | ZAQ                            | アニメ『中二病でも恋がしたい!』OP                 |
| 18   | INSIDE IDENTITY                                | Black Raison d'être                                                                 | ZAQ                            | ZAQ                            | アニメ『中二病でも恋がしたい!』ED                 |
| 19   | divine intervention                            | fhána                                                                               | 林英樹                         | 佐藤純一                       | アニメ『ウィッチクラフトワークス』OP              |
| 20   | キラ☆キラ                                      | 第二文芸部                                                                          | 第二文芸部                     | 第二文芸部                     | ゲーム『キラ☆キラ』OP                             |
| 21   | Can Do                                         | GRANRODEO                                                                           | 谷山紀章                       | 飯塚昌明                       | アニメ『黒子のバスケ』第1期前期OP                 |
| 22   | いままでのあらすじ                             | えすおーえす団                                                                      | 畑亜貴                         | 神前暁                         | アニメ『涼宮ハルヒちゃんの憂鬱』OP                |
| 23   | ウィッチ☆アクティビティ                        | KMM団                                                                               | TECHNOBOYS PULCRAFT GREEN-FUND | TECHNOBOYS PULCRAFT GREEN-FUND | アニメ『ウィッチクラフトワークス』ED              |
| 24   | もってけ!セーラーふく                          | 泉こなた（平野綾） 柊かがみ（加藤英美里） 柊つかさ（福原香織） 高良みゆき（遠藤綾） | 畑亜貴                         | 神前暁                         | アニメ『らき☆すた』OP                             |
| 25   | 正解はひとつ!じゃない!!                        | ミルキィホームズ                                                                    | 畑亜貴                         | 山口朗彦                       | アニメ『探偵オペラ ミルキィホームズ』OP           |
| 26   | 優しい忘却                                     | 茅原実里                                                                            | 畑亜貴                         | 伊藤真澄                       | 映画『涼宮ハルヒの消失』主題歌                    |
| 27   | SKILL                                          | JAM Project                                                                         | 影山ヒロノブ                   | 須藤賢一                       | ゲーム『第2次スーパーロボット大戦α』OP            |
| 28   | 環境超人エコガインダー                         | 遠藤正明                                                                            | 遠藤正明                       | 遠藤正明                       | 特撮『環境超人エコガインダー』主題歌              |
| 29   | レスキューファイアー                           | JAM Project                                                                         | 影山ヒロノブ                   | 影山ヒロノブ                   | 特撮『トミカヒーロー レスキューファイアー』前期OP |
| 30   | バカ・ゴー・ホーム                             | milktub                                                                             | bamboo                         | 一番星☆光                      | アニメ『バカとテストと召喚獣』ED                  |
| 31   | DreamRiser                                     | ChouCho                                                                             | こだまさおり                   | rino                           | アニメ『ガールズ&パンツァー』OP                   |
| 32   | ZERO!!                                         | 栗林みな実                                                                          | 栗林みな実                     | 中土智博                       | アニメ『はたらく魔王さま！』OP                    |
| 33   | Zzz                                            | 佐咲紗花                                                                            | 前山田健一                     | 前山田健一                     | アニメ『日常』前期ED                              |
| 34   | START:DASH!!                                   | 高坂穂乃果（新田恵海） 南ことり（内田彩） 園田海未（三森すずこ）                    | 畑亜貴                         | 佐々木裕                       | アニメ『ラブライブ!』挿入歌                       |
| 35   | さくらさくら咲く 〜あの日君を待つ 空と同じで〜 | marble                                                                              | micco                          | 菊地達也                       | アニメ『ひだまりスケッチ×☆☆☆』ED                  |
| 36   | 潮風のハーモニー                               | 白浜坂高校合唱部                                                                    | micco                          | 杉森舞                         | アニメ『TARI TARI』ED                             |
| 37   | ハナノイロ                                     | nano.RIPE                                                                           | きみコ                         | きみコ                         | アニメ『花咲くいろは』前期OP                      |
| 38   | 優しさの理由                                   | ChouCho                                                                             | こだまさおり                   | 宮崎誠                         | アニメ『氷菓』前期OP                              |
| 39   | 僕らのLIVE 君とのLIFE                          | μ's                                                                                 | 畑亜貴                         | 山田高弘                       | 『ラブライブ!』関連楽曲                           |
| 40   | Snow halation                                  | μ's                                                                                 | 畑亜貴                         | 山田高弘                       | 『ラブライブ!』関連楽曲                           |
| 41   | 夏色えがおで1,2,Jump!                          | μ's                                                                                 | 畑亜貴                         | 奥松誠                         | 『ラブライブ!』関連楽曲                           |
| 42   | HERO                                           | JAM Project                                                                         | 影山ヒロノブ                   | 影山ヒロノブ                   | シングル「No Border」収録曲                       |
| 43   | ハレ晴レユカイ                                 | 平野綾 茅原実里 後藤邑子                                                            | 畑亜貴                         | 田代智一                       | アニメ『涼宮ハルヒの憂鬱』第1期ED                 |

凡例：
OP＝オープニング
ED＝エンディング

## シングル収録曲
1. ランティス組曲 2014/Lantis Artists 2014（23:54）
編曲：Arte Refact
2. ランティス組曲 feat. Lantis Artists/Lantis Artists 2009(影山ヒロノブ・遠藤正明・きただにひろし・奥井雅美・yozuca*・rino・橋本みゆき・美郷あき・飛蘭)（20:13）
編曲：Elements Garden(上松範康、菊田大介)
3. ランティス組曲 2014(Off Vocal) （23:53）